# Nobu (rapper)
Nobu, artiestennaam van Maxim Hendriksen, is een Nederlandse rapper, muziekproducent en singer-songwriter. Hij heeft vier ep's uitgebracht; Internet Love in 2021, Controle in 2021, Aurelia in 2022 en Sereen in 2024.

## Biografie
Hendriksen komt uit het Brabantse Bergen op Zoom en maakt sinds hij elf jaar oud is muziek. De muziek die hij maakt wordt ingedeeld in de emorap en poprap en wordt meestal door hemzelf geschreven, geproduceerd en ingezongen/gerapt. In 2020 debuteerde hij in de Nederlandse muziekscene met de single Rockstar. Hij kwam begin 2021 met de ep Internet Love, welke hij in hetzelfde jaar opvolgde met Controle. Twee singles van de laatste ep, Gister en Baddie stonden genoteerd in de Nederlandse hitlijst Single Top 100. Mede door het succes van de eerste twee ep's stond Nobu in het voorprogramma van de "Pop Up clubtour" van Kraantje Pappie begin 2022.
Eind 2022 kwam Nobu met zijn volgende ep met de titel Aurelia. Hiermee stond hij op muziekfestival Noorderslag en deed hij zijn eerste clubtour, spelend in onder meer de Melkweg, Simplon, Hedon en TivoliVredenburg. In 2023 was hij verder te vinden op onder andere de festivals Dauwpop, Zwarte Cross en Appelpop. In 2024 releasede hij de ep Sereen waarmee hij zijn tweede Nederlandse clubtour deed en opnieuw speelde op de Zwarte Cross.

## Discografie

### Albums en ep's
- Internet Love (ep, 2021)
- Controle (ep, 2021)
- Aurelia (ep, 2022)
- Sereen (ep, 2024)

### Singles met hitnoteringen
| Lied   | Verschijnen      | Album    | Hitlijsten   | Hitlijsten   |
| Lied   | Verschijnen      | Album    | NL (Top 100) | NL (Top 100) |
| Lied   | Verschijnen      | Album    | Piek         | Weken        |
| ------ | ---------------- | -------- | ------------ | ------------ |
| Gister | 16 juli 2021     | Controle | 51           | 1            |
| Baddie | 3 september 2021 | Controle | 85           | 1            |